# Velîkozalissea, Camenița
Velîkozalissea (în ucraineană Великозалісся) este localitatea de reședință a comunei Velîkozalissea din raionul Camenița, regiunea Hmelnîțkîi, Ucraina.

## Demografie
Componența lingvistică a localității Velîkozalissea
     Ucraineană (97,41%)
     Rusă (2,59%)
Conform recensământului din 2001, majoritatea populației localității Velîkozalissea era vorbitoare de ucraineană (97,41%), existând în minoritate și vorbitori de rusă (2,59%).